# Edna Gallmon Cooke
Edna Gallmon Cooke (* 30. November 1917 in Columbia (South Carolina); † 4. September 1967 in Philadelphia) war eine amerikanische Gospelsängerin und Songwriterin, die von 1948 bis kurz vor ihrem Tod im Jahr 1967 Platten aufnahm.

## Leben und Wirken
Cooke erhielt als Tochter eines Baptistenpredigers eine höhere Schulbildung. Als junge Erwachsene lebte und studierte sie in Washington, D.C. und Philadelphia, besuchte die Temple University und war kurzzeitig als Grundschullehrerin tätig. Beeinflusst durch die Gospelsängerin Willie Mae Ford Smith entschied sich Cooke für ein Leben als Gospelsängerin und wurde Mitglied der Holiness Church, die ihr den Ehrentitel „Madame“ verlieh.
In den 1940er Jahren tourte Cooke durch den Südosten und wurde als „Sweetheart of the Potomac“ bekannt. Sie sang Hymnen und Gospelsongs in der Art von Mae Ford Smith. Dabei popularisierte sie zunehmend die gesungenen Predigten und Spirituals, die ihr Vater vorgetragen hatte. Sie begann in den späten 1940er Jahren mit Aufnahmen für das Nashboro Recording Label in Nashville, zunächst meist begleitet vom Chor ihres Vaters, dem Young People’s Choir der Springfield Baptist Church in Washington, D.C. Später nahm sie meist mit männlichen Gesangsgruppen auf. Nach dem Tod ihres ersten Ehemanns zog sie die beiden gemeinsamen Kinder alleine auf.
Einen wesentlichen Stilwechsel vollzog Cooke nach ihrer Heirat mit Barney Parks, Jr., einem ehemaligen Mitglied der Dixie Hummingbirds, der 1942 die Sensational Nightingales gegründet hatte und mit diesen unterwegs war. Die beiden hatten sich 1951 auf einer gemeinsamen Tournee kennengelernt. Unter dem Management ihres Ehemanns wurde sie zu einem bekannten Namen in der Gospelszene. Sie schrieb viele der Gospelsongs, die sie für die Labels Republic und Nashboro aufnahm, selbst.

## Diskographische Hinweise
- He’ll Fix It
- Stop Gambler
- Songs My Mother Sang (Songs of Inspiration)
- Songs of Comfort
- Living Gospel Songs
- At the Gate
- Memorial Album
- Memories of Mme. Edna Gallmon Cooke
- Evening Sun
- Greatest Recordings of Madame Edna Gallmon Cooke (Compilation)
- My Joy: Rare Recordings 1948–1966 (Compilation)
- The Madame Edna Gallmon Cooke Collection 1949–62 (Compilation)